# Mukono
Mukono ist eine Stadt in Uganda. Sie liegt in der Zentralregion des Landes, etwa 15 Kilometer östlich der Hauptstadt Kampala, wenige Kilometer nördlich des Victoriasees und hat 53.608 Einwohner (Schätzung 2010). Sie ist die Hauptstadt des gleichnamigen Distrikts Mukono. Die Stadt ist Sitz der Uganda Christian University und des Bistums Mukono der anglikanischen Church of the Province of Uganda.
Es bestehen Fernstraßenverbindungen nach Kampala, Kayunga und nach Njeru bzw. Jinja.

## Stadtgliederung
Die Stadt gliedert sich in vier Verwaltungseinheiten, Wards genannt:
Ggulu – Nsuube – Namumira – Ntaawo.

## Bevölkerungsentwicklung
| Jahr      | 1969  | 1980  | 1991  | 2002   | 2010   |
| Einwohner | 3.565 | 5.738 | 7.406 | 46.506 | 57.400 |

Die Zahlen beziehen sich auf Volkszählungen in den jeweiligen Jahren. Für 2010 liegt lediglich eine Schätzung vor.

## Städtepartnerschaft
Mit der englischen Stadt Guildford bestehen partnerschaftliche Beziehungen vor allem auf schulischem Gebiet.

## Persönlichkeiten
Am 26. Januar 2011 wurde David Kato (1964–2011), ein Aktivist für die Rechte von Schwulen, in seinem Haus in Mukono ermordet.

### Söhne und Töchter der Stadt
- Halimah Nakaayi (* 1994), Mittelstreckenläuferin

## Nachweise
1. ↑  Citypopulation: Uganda
2. ↑  Guildford Borough (Memento des Originals vom 25. Februar 2011 im Internet Archive)  Info: Der Archivlink wurde automatisch eingesetzt und noch nicht geprüft. Bitte prüfe Original- und Archivlink gemäß Anleitung und entferne dann diesen Hinweis.